# 渡辺恒雄 (工学者)
渡辺 恒雄（わたなべ つねお、1944年2月19日 - ）は、日本の電気工学者。
研究テーマは、プラズマ、有毒ガス処理、電気集塵、電気化学、磁気分離工学。電気学会、静電気学会、日本エアロゾル学会、電気化学会に所属。 

## 略歴

### 職歴等
- 1968年3月　京都大学大学院工学研究科修士課程修了
- 1968年4月　電力中央研究所入所
- 1981年5月　工学博士（京都大学）
- 1990年4月～1991年3月　日本工業大学非常勤講師（兼）
- 1991年3月　同所主査研究員退職
- 1991年4月　東京都立大学 (1949-2011)工学部電気工学科教授着任
- 2001年　静電気学会監事退任
- 2007年3月　首都大学東京大学院理工学研究科教授退職

### 研究テーマ
- 1968年～1981年　ガス絶縁変電所絶縁設計
- 1982年～1995年　電気集塵の高性能化
- 1996年～2006年　電解と磁気分離による水処理